# Perizoma curvisignata
Perizoma curvisignata là một loài bướm đêm trong họ Geometridae.